# Цудлин, Карел
Карел Цудлин (чеш. Karel Cudlín, род. 28 июня 1960, Прага, Чехословакия) — чешский фотограф.

## Биография
Карел Цудлин родился в Праге и начал заниматься фотографией в подростковом возрасте. Позаимствовав отцовский фотоаппарат Exakta и будучи поддержанным своим дядей, любителем фотографии, Цудлин начал фотографировать цыган из Жижкова, пражского пригорода, где он жил. Цудлин посещал школу социальной работы, что в сочетании с кратким периодом труда на низкооплачиваемых работах дало ему возможность вступления в кооператив «Фотография», который отправлял его фотографировать в танцевальный зал «Люцерна». Там он научился справляться со значительными техническими трудностями при фотографировании веселящейся молодёжи в ночных условиях. Кроме того, Цудлин в этот период своего становления снимал мероприятия и ритуалы Коммунистической партии Чехословакии.
После года учёбы в Школе народного творчества (чеш. Lidová škola umění) Цудлин в 1983 году был принят на Факультет кино и телевидения Академии музыкальных искусств в Праге (FAMU), где царила довольно либеральная по тогдашним чехословацким меркам атмосфера. Он окончил его в 1987 году и вскоре устроился на работу в еженедельник Mladý svět. Летом 1989 года Цудлин сделал серию фотографий, изображающих восточных немцев, убегающих из своей страны при поддержке посольства ФРГ в Праге. После Бархатной революции и начала процесса демократизации Чехословакии Цудлик стал сотрудничать и с другими чехословацкими изданиями, в том числе газетами Prostor и Lidové noviny, а также агентством ČTA. После закрытия ČTA в 1996 году он стал внештатным фотографом. Кроме того, Цудлин был одним из личных фотографов Вацлава Гавела.

## Награды
Цудлин семь раз побеждал на главном фотоконкурсе Чехии — Czech Press Photo. Карел Цудлин — почётный гражданин района Прага 3

## Книги с работами Цудлина
- Photographie. Prague: Torst, 1994.
- Izrael (50).(With Jindřich Marco) Prague: Argo, 1998. ISBN 80-7203-183-X.
- Silverio, Robert. Karel Cudlín. Prague: Torst, 2001. ISBN 80-7215-148-7
- Izrael a Palestina, Palestina a Izrael.(With Pavla Jazairiová) V Praze: Radioservis, 2001. ISBN 80-86212-18-1.
- Havel — fotografie = Havel — photographs.(With Tomki Němec) Либерец: Knihy 555, 2002. ISBN 80-86660-03-6.
- Portrét české společnosi na prahu Evropy = Portrait of Czech society in the threshold of Europe.(With Monika MacDonagh-Pajerová.) Brno: Petrov, 2004. ISBN 80-7227-190-3.